# Битва при Ошакане
Битва при Ошакане — сражение произошедшее в 336 (или 337) году между войсками Армянского царства и государства Сасанидов. Битва завершилась победой армянской армии. О ней рассказывается в сочинениях Фавстоса Бузанда, Моисея Хоренского и Моисея Каланкатуйского.

## Битва
В 335 году Сасаниды в Персии подстрекали кавказские кочевые племена маскутов, гуннов на захват столицы Армении — Вагаршапата, для установления на армянском троне царя Маскутов — Санесана. Хосров III Котак, царь Великой Армении, был вынужден укрыться в крепости Даруйнк Коговитской области. В следующем, 336, году армянская армия во главе с командующим Ваче Мамиконяном нанесла поражение врагу у холма Цлу Глу недалеко от Ошакана, осадив столицу Вагаршапат. Выйдя из города, Санесан отступил в сторону крепости Ошакан, где в скалистом месте произошел решающий бой. В кровопролитном сражении армянская армия побеждает врага и преследует его до области Пайтакаран. Вражеский командующий Санесан был пойман и обезглавлен армянами. Победа армян в битве при Ошакане укрепила Армянское царство.